# Dysdera zarudnyi
Dysdera zarudnyi là một loài nhện trong họ Dysderidae.
Loài này thuộc chi Dysdera. Dysdera zarudnyi được miêu tả năm 1956 bởi Charitonov.